# Liste der Nummer-eins-Hits in den Cash Box Charts (1957)
Diese Liste enthält alle Nummer-eins-Hits in den amerikanischen Cash Box Charts im Jahr 1957. Es gab in diesem Jahr 15 Nummer-eins-Singles.
| Singles |
| --- |
| - Guy Mitchell – Singing the Blues - 9 Wochen (1. Dezember 1956 – 1. Februar 1957) - Sonny James, Tab Hunter – Young Love - 3 Wochen (2. Februar – 22. Februar, insgesamt 7 Wochen) - Elvis Presley – Too Much - 3 Wochen (23. Februar – 15. März) - Sonny James, Tab Hunter – Young Love - 4 Wochen (16. März – 12. April, insgesamt 7 Wochen) - Buddy Knox with Rhythm Orchids, Steve Lawrence – Party Doll - 1 Woche (13. April – 19. April) - Elvis Presley – All Shook Up - 7 Wochen (20. April – 7. Juni) - Pat Boone – Love Letters in the Sand - 6 Wochen (8. Juni – 19. Juli) - Elvis Presley – (Let Me Be Your) Teddy Bear - 1 Woche (20. Juli – 26. Juli, insgesamt 3 Wochen) - The Everly Brothers – Bye Bye Love - 1 Woche (27. Juli – 2. August) - Elvis Presley – (Let Me Be Your) Teddy Bear - 2 Wochen (3. August – 16. August, insgesamt 3 Wochen) - Debbie Reynolds – Tammy - 7 Wochen (17. August – 4. Oktober) - Jimmie Rodgers – Honeycomb - 1 Woche (5. Oktober – 11. Oktober) - Johnny Mathis – Chances Are - 2 Wochen (5. Oktober – 25. Oktober) - The Everly Brothers – Wake Up Little Susie - 2 Wochen (26. Oktober – 8. November) - Elvis Presley – Jailhouse Rock - 3 Wochen (9. November – 29. November) - Sam Cooke, Teresa Brewer – You Send Me - 3 Wochen (30. November – 20. Dezember) - Bill Justis, Ernie Freeman – Raunchy - 2 Wochen (21. Dezember 1957 – 3. Januar 1958) |